# Foping
Foping är ett härad som lyder under Hanzhongs stad på prefekturnivå i Shaanxi-provinsen i norra Kina.